# Chekelei
Chekelei è una circoscrizione rurale (rural ward) della Tanzania situata nel distretto di Korogwe, regione di Tanga. Conta una popolazione di 8 228 abitanti (censimento 2012).